# Frode Hamre
Frode Hamre, född 10 februari 1964, är en norsk travkusk och travtränare. Han är bror till före detta travtränaren Atle Hamre. Han är en av Norges största profiler inom travsport, och innehar licens vid Jarlsberg Travbane. Han har tränat hästar som Looking Superb, Vainqueur R.P., Giveitgasandgo, Ivar Sånna och Winmecredit.
Under 2015 hamnade Frode i blåsväder då hans bror Atle körde några av hans hästar i träningsjobb på Jarlsberg Travbane när Frode själv var på semester. Detta på grund av att Atle är avstängd från norsk travsport på livstid och inte får vistas på en travbana. Händelsen upprepades även 2018 på samma bana.

## Större segrar i urval
| År   | Lopp                           | Häst             | Kusk/Ryttare       | Tränare          | Grupp   |
| ---- | ------------------------------ | ---------------- | ------------------ | ---------------- | ------- |
| 2002 | Norskt Trav-Kriterium          | Hot Chili Pepper | Frode Hamre        | Lars Magne Sövik | Grupp 1 |
| 2002 | Ulf Thoresens Minneslopp       | Hot Chili Pepper | Frode Hamre        | Frode Hamre      | Grupp 1 |
| 2005 | Norskt Trav-Kriterium          | Mystical News    | Frode Hamre        | Tor Olav Waaler  | Grupp 1 |
| 2006 | Norskt Travderby               | Mystical News    | Frode Hamre        | Tor Olav Waaler  | Grupp 1 |
| 2016 | Svenskt mästerskap             | Ivar Sånna       | Jomar Blekkan      | Frode Hamre      | Grupp 2 |
| 2016 | Norskt Travderby               | El Diablo B.R.   | Frode Hamre        | Frode Hamre      | Grupp 1 |
| 2016 | Norskt Kallblodsderby          | Ingbest          | Tom Erik Solberg   | Frode Hamre      | -       |
| 2017 | Åby Stora Montépris            | Special Envoy    | Malin V. Berås     | Frode Hamre      | -       |
| 2018 | Fyraåringseliten               | Giveitgasandgo   | Erik Adielsson     | Frode Hamre      | Grupp 2 |
| 2019 | Europeiskt treåringschampionat | Ecurie D.        | Björn Goop         | Frode Hamre      | Grupp 1 |
| 2020 | Ina Scots Ära                  | Ecurie D.        | Björn Goop         | Frode Hamre      | -       |
| 2020 | Fyraåringseliten               | Ecurie D.        | Erik Adielsson     | Frode Hamre      | Grupp 2 |
| 2020 | Oslo Grand Prix                | Blé du Gers      | Per Oleg Midtfjeld | Frode Hamre      | Grupp 1 |
| 2020 | Ulf Thoresens Minneslopp       | Blé du Gers      | Vidar Hop          | Frode Hamre      | Grupp 1 |
| 2020 | Eskilstuna Fyraåringstest      | Ecurie D.        | Björn Goop         | Frode Hamre      | Grupp 2 |
| 2021 | Dartster F:s Lopp              | Ecurie D.        | Björn Goop         | Frode Hamre      | -       |
| 2021 | Oslo Grand Prix                | Blé du Gers      | Åsbjörn Tengsareid | Frode Hamre      | Grupp 1 |
| 2022 | Oslo Grand Prix                | Stoletheshow     | Frode Hamre        | Frode Hamre      | Grupp 1 |